# خانه متروک (فیلم تلویزیونی)
خانهٔ متروک یک فیلم بلند تلویزیونی به کارگردانی اسماعیل فلاح‌پور است که در سال ۱۳۷۹ ساخته شد.

## خلاصه داستان
عکاس جوانی به نام «مهتاب»، به سفارش یک شرکت معماری، از خانه‌های قدیمی تهران عکاسی می‌کند تا آنها را در قالب کتابی منتشر کنند. در خلال گشت‌وگذار در شهر، او به خانهٔ متروکی برمی‌خورد و در پشت پنجره‌اش، سایه‌ای را می‌بیند…

## بازیگران و عوامل تولید

### بازیگران
- کمند امیرسلیمانی
- حمید طاعتی
- غلامرضا طباطبایی
- هومن انوریان
- داریوش شهرابی

### سایر عوامل تولید
- طراح صحنه و لباس: سهراب قاسم‌خانی، پدرام آقایانی
- صدابردار: محمد یوسفی
- طراح چهره‌پردازی: آذر بهاری
- مدیر تولید: فریدون نیریزی
- مجری طرح: شهریار پارسی‌پور